# ألو أنا القطة (فلم)
ألو أنا القطة فيلم مصري أُنتج عام 1975م من إخراج منوجهر نوذري.

## أبطال الفيلم
- نور الشريف بدور مشمش
- عادل إمام بدور محبوب
- بوسي بدور بوسي
- سهير زكي
- محمود المليجي بدور العم روبي
- صلاح نظمي
- محمد حمام
- وسيلة حسين
- عادل زكريا
- رؤوف مصطفى
- محروس
- عادل الشناوي
- حمدي مرسي
- محمد منسي
- عادل توفيق
- صادق أمين
- محمد جابر
- صالح العويل
- صالح الإسكندراني
- حللي محمد
- بهاء عبد الحميد
- عبد الله مراد
- محمد أبو حشيش
- طوسون معتمد

## التسمية
سُمّي الفيلم تَيَمُّناً بصُدور الألبوم الغنائي "ألو أنا فوسون" للمُغنّيّة التُركيّة فوسون أونال في العام ذاته.

## وصلات
- مقالات تستعمل روابط فنية بلا صلة مع ويكي بيانات